# François Chevassu
Pour les articles homonymes, voir Chevassu.
François Chevassu est un critique de cinéma et journaliste français, né le 19 juin 1929 à Angoulême et mort le 7 novembre 2011 dans le 16e arrondissement de Paris.

## Biographie
François Chevassu publie ses premiers articles dans  Image et Son en 1955, revue dont il devient ensuite le rédacteur en chef.
Auparavant, militant de l'éducation populaire, il dirige l'UFOLEIS (Union française des œuvres laïques d’éducation par l’image et le son), la plus importante fédération de ciné-clubs de l'après-guerre. 
En 1963, il organise la Semaine du 16 mm  à Évreux, manifestation qui se déroule à Évian les années suivantes.
Il a réalisé un court métrage, Plus qu'on ne peut donner (1963).
Il a présidé le Syndicat français de la critique de cinéma et des films de télévision à la fin des années 1990.

## Publications
- Le Langage cinématographique, Cahiers de l'éducation permanente, 1961
- Le Guide du cinéma culturel (dir.), avec des textes de Guy Allombert, Jacques David, Max Égly, Cahiers de l'éducation permanente, 1961
- L'Expression cinématographique : les éléments du film et leurs fonctions, Pierre Lherminier, 1977
- Les Métiers de l'audio-visuel, avec Odile Limousin, Hachette, 1979
- La Publicité, Édilig, 1982
- Faire un film : produire, écrire, réaliser, diffuser, Édilig, 1987